# Benjamin Leuenberger
Benjamin Leuenberger (ur. 11 czerwca 1982 roku w Solothurn) – szwajcarski kierowca wyścigowy.

## Kariera
Leuenberger rozpoczął karierę w wyścigach samochodowych w 1999 roku od startów w Formule BMW Junior, gdzie dziesięciokrotnie stawał na podium, w tym siedmiokrotnie na jego najwyższym stopniu. Uzbierane 228 punktów pozwoliło mu zdobyć tytuł mistrza serii. W późniejszych latach Szwajcar pojawiał się także w stawce Formuły BMW ADAC, Niemieckiej Formuły Renault, Europejskiego Pucharu Formuły Renault 2000, Niemieckiego Pucharu Porsche Carrera, Porsche Supercup, V8Star Germany, American Le Mans Series, 24-godzinnego wyścigu Le Mans, Grand American Rolex Series, Le Mans Endurance Series, Le Mans Series, FIA GT Championship, ADAC GT Masters oraz FIA GT1 World Championship.